# مارغريت باري
مارغريت باري (بالإنجليزية: Margaret Barry) هي عازفة بانجو أيرلندية، ولدت في 1917 في كورك في جمهورية أيرلندا، وتوفيت في 1989 في Lawrencetown, County Down ‏ في المملكة المتحدة.

## وصلات خارجية
- مارغريت باري على موقع ميوزك برينز (الإنجليزية)
- مارغريت باري على موقع ديسكوغز (الإنجليزية)